# Multifunctionele accommodatie
Een multifunctionele accommodatie (mfa) is een samenwerkingsverband waarbij verschillende maatschappelijke organisaties vanuit een centrale locatie hun voorzieningen, producten en diensten aanbieden. In veel gevallen zijn de organisaties gehuisvest in één gebouw. Soms betreft het een locatie met verschillende gebouwen, in dit geval wordt ook wel gesproken van een multifunctionele zone of multifunctioneel centrum (MFC). Het is ook mogelijk dat in een mfa woningen zijn geïntegreerd.

## Doel
Een mfa heeft als doel om het maatschappelijk dienstenaanbod voor een dorp, wijk of buurt op een centrale plek te bundelen. Daarmee kan op een efficiëntere manier gebruik worden gemaakt van ruimte. Ook kunnen organisaties in een gezamenlijk programma hun diensten aanbieden.

## Typering
Zorginstellingen, welzijnsorganisaties, scholen, kinderdagverblijven, horeca en bibliotheken zijn voorbeelden van organisaties die in een mfa kunnen zitten. Meestal zijn bij het organiseren, financieren en verhuren van een accommodatie ook de gemeente, woningcorporatie en provincie betrokken. Afhankelijk van de combinatie van organisaties zijn er diverse typen mfa’s te onderscheiden:
- wijkknooppunten
- wijksteunpunten
- brede scholen
- cultuurhuizen of kulturhuzen
- woon-zorgcomplexen

## Geschiedenis
De eerste multifunctionele gebouwen waren dorpshuizen. Deze werden omstreeks 1920 populair. Dit waren verzamelplaatsen met als doel achterstandsbestrijding en het ontwikkelen van het volk. Dorpshuizen hadden verschillende functies: hygiëne, onderwijs en leveren van gezond voedsel.
Vanaf 1970 kwam de multifunctionele accommodatie in zwang. Deze gebouwen hadden vooral een sociaal doel: sociale emancipatie en het opbouwen van de samenleving. Het verenigingsleven neemt hier een centrale rol in.
In de jaren 80 is er ook sprake van mfa’s in de vorm van culturele centra, waarin bijvoorbeeld een (volks)muziekschool, buurtwerk of jongerencentrum, creatieve clubs en een theater zich verenigden. Vanaf 2000 zien we deze vormen afnemen en richten zij zich meer en meer op het theater en commerciële zalenverhuur
Rond 2000 begint een nieuwe ontwikkeling. Vaak geïnstigeerd door gemeenten winnen multifunctionele accommodaties aan populariteit. Daarnaast ontstaan er diverse typen accommodaties die geclusterd zijn rond één thema, bijvoorbeeld cultuur, onderwijs of zorg.